# Novovodolažský rajón
Novovodolažský rajón (ukrajinsky Нововодолазький район) byl rajón v Charkovské oblasti na Ukrajině. Hlavním městem byla Nova Vodolaha a rajón měl přibližně 32 tisíc obyvatel. 

## Sídla v rajónu
- Birky
- Nova Vodolaha